# Die lustigen Weiber von Tirol
Die lustigen Weiber von Tirol ist eine deutsche Liebes- und Musikfilmkomödie aus dem Jahr 1964 von Hans Billian, in der neben Vera Comployer und Heli Finkenzeller Margitta Scherr, Hannelore Auer und Renate Küster sowie Rudolf Prack die Hauptrollen spielen.

## Handlung
Sepp, der Hausdiener der Landpension „Dreistern“ im Tiroler Seebrugg, ist ein schlimmer Finger, hilft er doch notgeilen Gästen beim Fensterln und hält die Leiter. Dabei landen eines Abends zwei der Gäste ausgerechnet in den Schlafgemächern der alten „Dreistern“-Chefin Hermine Lechner und ihrer Tochter Veronika. Um derlei Unbilden in Zukunft ein für alle Mal auszuschließen, entscheidet die alte Lechnerin am folgenden Morgen, ab sofort nur noch weibliche Logiergäste aufzunehmen. Darüber sind Veronikas drei im heiratsfähigen Alter befindlichen Töchter Hannelore, Gertraud und Marianne alles andere als begeistert. „Mein Entschluss ist endgültig. Zutritt für Männer verboten!“ dekretiert die resolute Hotelbesitzerin. Klar, dass die drei jungen Lechner-Enkelinnen dies nicht ohne weiteres hinzunehmen bereit sind, auch wenn die alte Lechnerin gleich als erstes ein großes, güldenes Schild mit dem Schriftzug „Nur für weibliche Hotelgäste“ am Hoteleingang anbringen lässt.
Bald herrscht nicht nur innerhalb des Fünfmäderlhauses der Familie Lechner Unfrieden, sondern auch im Ort selbst und beim Bürgermeister Schwammerl stößt die Anti-Männer-Entscheidung auf Kopfschütteln und sogar Verärgerung. Stück für Stück versuchen die Enkelinnen Hannelore, Gertraud und Marianne das Männerverbot auszuhebeln. Zwei der Enkelinnen resignieren jedoch und verlassen den „Dreistern“, während die brünette Marianne bleibt und Oma umzustimmen versucht. Bald beginnt ein fröhlicher, von zahlreichen Gesangseinlagen begleiteter Reigen zwischen Männlein und Weiblein, bei dem Mutter Veronika mit dem Chef des Konkurrenzunternehmens „Hotel Seerose“ verkuppelt wird, während sich Hannelore den Schlagersänger Charly Rassel schnappt, Gertraud ihr Herz an den Tierarzt Dr. Schermann verliert und Marianne mit dem Musikverleger Karl-Heinz Busch zusammenkommt. Schließlich kann zum Happy End auch Hofrätin Hermine besänftigt werden, und alles wendet sich zum Guten.

## Produktionsnotizen
Gedreht wurde Die lustigen Weiber von Tirol im Frühling und Frühsommer 1964 in Tirol und in den Dürer-Ateliers von Salzburg. Der Film passierte die FSK-Prüfung am 15. September 1964. Die Uraufführung erfolgte am 18. September 1964.
Die 21-jährige Gisela Hahn gab hier ihr Filmdebüt. Die Bauten schuf Sepp Rothauer. Die Produktionsleitung hatte Johannes J. Frank. Den Ton besorgte Karl Diethelm, Mario del Marius besorgte die Choreografie der Tanzeinlagen. Lothar Gündisch wirkte als Regieassistent.

## Gesangsnummern
- Die lustigen Weiber von Tirol (Hannelore Auer)
- Großstadtmädchen (Gus Backus)
- Mizzi (Manfred Schnelldorfer)
- Spaghetti (Teddy Parker)
- Der Salontiroler (Billy Mo)
- Der Schuster macht schöne Schuhe (Peggy March)
- Jedes Herz braucht ein Echo (Hannelore Auer)
- 22 Beine (Gus Backus)

## Instrumentalnummern
- Evening Shadows (Mr. Acker Bilk)
- Lang lang ist‘s her (André Verchuren)

## Kritiken
„Zehn Schlager, mehr schlecht als recht in eine dürftige Filmhandlung um eine männerfeindliche Hotelchefin und junge Liebespaare gepackt.“

Paimann’s Filmlisten resümierte: „Eine immerhin etwas sorgfältiger als gewohnt gezimmerte Fabel, die in nivellierender Mischung von jungen und arrivierten Darstellern aufbereitet … (ein) Familienpublikum einigermaßen unterhält.“